# Monumento al soldado desconocido (El Cairo)
El Monumento al soldado desconocido (en árabe: النصب التذكاري للجندي المجهول بمدينة نصر) es un monumento en forma de pirámide en el distrito de la ciudad de Nasr, parte de El Cairo en el país africano de Egipto. Su construcción fue ordenada por el presidente Anwar Sadat en 1974 en honor de los egipcios que perdieron sus vidas en la guerra del Yom Kippur. Fue inaugurado en octubre de 1975. El sitio también fue elegido para la tumba del presidente después de su asesinato en octubre de 1981.